# Wyżyna Śląsko-Krakowska

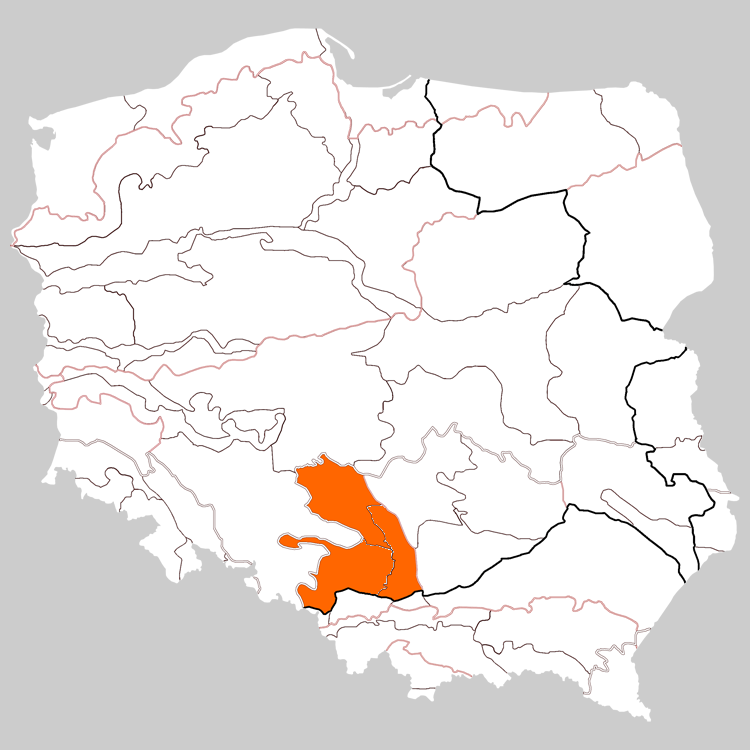
Lage der Region Wyżyna Śląsko-Krakowska in Polen

Die Wyżyna Śląsko-Krakowska (deutsch: Schlesisch-Krakauer Hochebene) mit der Nummer 341 in der Geomorphologischen Einteilung Polens ist eine Makroregion im südlichen Polen. Sie gehört zur Metaregion Pozaalpejska Europa Środkowa.

## Geographie
Die wichtigsten Städte auf der Wyżyna Śląsko-Krakowska sind:
- Wieluń
- Woźniki
- Krakau
- Częstochowa
- Kattowitz

## Unterteilung
Wyżyna Śląsko-Krakowska wird in folgende Regionen unterteilt:
1. Wyżyna Śląska
2. Wyżyna Woźnicko-Wieluńsa
3. Wyżyna Krakowsko-Częstochowska

## Nachweise
- Jerzy Kondracki: Geografia regionalna Polski. Warszawa: Wydawnictwo Naukowe PWN, 2000, S. 39.